# Batllava
Batllava (albanisch auch Batllavë, serbisch Батлава Batlava  ⓘ) ist ein Dorf in der Gemeinde Podujeva im Nordosten des Kosovos. Im Jahr 2011 hatte der Ort 2334 Einwohner. Die Bewohner sind fast ausschließlich Albaner.
In Batllava finden sich die Ruinen einer Marienkirche aus dem 17. Jahrhundert, die als Kulturdenkmal des Kosovos verzeichnet ist. Nordwestlich des Dorfes befindet sich der Flugplatz Batllava. In den Hügeln im Osten wurde der künstliche Batllava-See angelegt. 

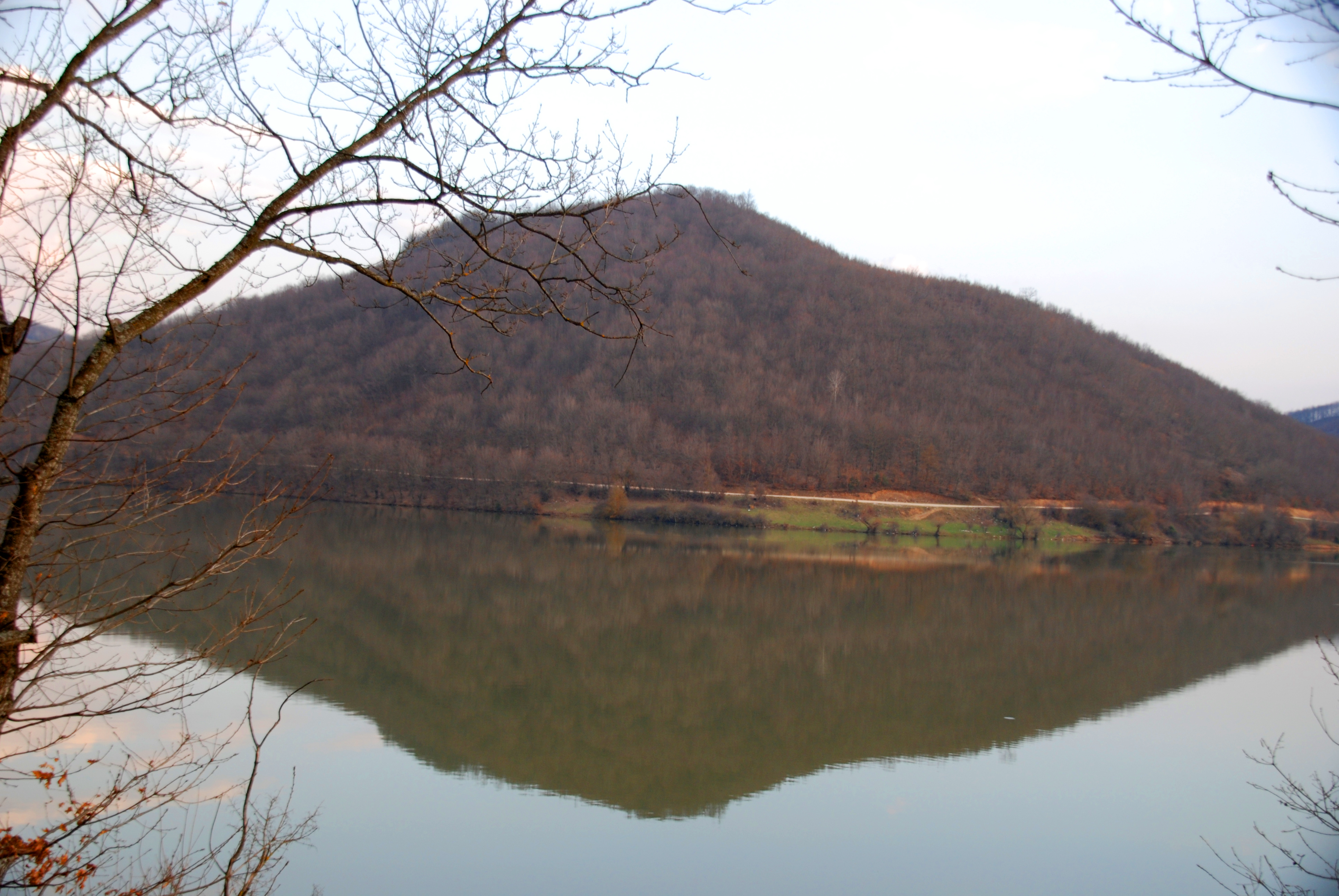
Batllava-See

| Census    | 1948 | 1953 | 1961 | 1971 | 1981 | 1991 | 2011 |
| --------- | ---- | ---- | ---- | ---- | ---- | ---- | ---- |
| Einwohner | 1006 | 1086 | 1355 | 1470 | 1882 | 2245 | 2334 |